# Отрадовка (Полтавская область)
Отрадовка (укр. Одрадівка) — село Шиловского сельского совета, Зеньковский район, Полтавская область, Украина.
Код КОАТУУ — 5321387806. Население по переписи 2001 года составляло 33 человека.

## Географическое положение
Село Отрадовка находится на левом берегу реки Грунь, выше по течению на расстоянии в 2 км расположено село Ступки, ниже по течению на расстоянии в 1 км расположено село Шиловка, на противоположном берегу — село Маниловка. Примыкает к селу Петровка.
По селу протекает пересыхающий ручей с запрудой.

## История
В деревне владельческой Отрадовке в 1859 году было 15 дворов где жило 32 мужского и 37 женского полака и 
Состояло из 2 частей: Отрадовка и Бойки (Бойков).

## Происхождение названия
На территории Украины 3 населённых пункта с названием Отрадовка.